# REvolution: Live!
REvolution: Live! è un album dal vivo del gruppo musicale statunitense Lynch Mob, pubblicato nel settembre del 2006 dalla Cleopatra Records.

## Tracce
1. Intro – 1:00
2. Paris Is Burning – 3:40
3. Dance of the Dogs – 3:45
4. Tangled in the Web – 3:58
5. All I Want – 5:12
6. Kiss of Death – 6:01
7. She's Evil But She's Mine – 5:08
8. Cold Is the Heart – 5:09
9. When Darkness Calls – 6:46
10. River of Love – 4:39
11. Rain – 4:54
12. Hell Child – 5:29
13. Breaking the Chains – 3:35
14. Wicked Sensation – 5:59
15. Tooth and Nail – 3:28

## Formazione
- Robert Mason – voce
- George Lynch – chitarra
- Anthony Esposito – basso
- Chaz Stumbo – batteria